# Conrad Engelhardt
Helvig Conrad Christian Engelhardt (20. september 1825 i København – 11. november 1881 sammesteds) var en dansk historiker og arkæolog.
Hans forældre var skibsmægler Andreas Daniel Engelhardt (ca. 1800-1842) og hustru Oline Marie Aagaard (1786-1857). Han tog artium 1848 og Anden Eksamen 1849, blev 1851 adjunkt i engelsk, fransk og kunsthistorie ved Flensborg lærde Skole og leder af Flensborgsamlingen (den arkæologiske samling i byen) 1851-64. Efter krigen i 1864 forsøgte Conrad Engelhardt at skjule byens samling med Nydambåden for de preussiske myndigheder, men blev i 1867 tvunget til at udlevere den. I 1867 blev han assistent på Nationalmuseet (dengang Museet for nordiske Oldsager), 1868 sekretær for Det kongelige Nordiske Oldskriftselskab, titulær professor i 1869 og i 1879 æresdoktor ved Københavns Universitet. Han modtog Fortjenstmedaljen i guld 1858 og blev Ridder af Dannebrog 1862, Dannebrogsmand 1876. Han døde i 1881.
Han udgav i 1865 Nydam Mosefund 1859-1863 hos G.E.C. Gad.
Engelhardts udgravninger:
- 1858-61: Thorsbjerg Mose ved Sønder Brarup i Slesvig-Holsten (i Sydslesvig)
- 1859-63: Nydam Mose ved Sønderborg
- 1865: Kragehul Mose ved Assens
- Vimose ved Odense (forsat efter Christian Herbst)
- Bronzealderhøjen Borum Eshøj
- Gravene fra folkevandringstiden ved Valløby og Varpelev

Han er begravet på Assistens Kirkegård.
27. juli 1852 blev han gift i Vor Frue Kirke med Laura Dorothea Eleonore "Ellinor" Petersen (31. oktober 1825 i København - 13. januar 1908 sst.), datter af hyrekusk Peter Petersen og Caroline Marie Holm. Conrad Engelhardts næstældste datter, Laura Engelhardt, grundlagde i 1881 den skole, som senere blev Rysensteen Gymnasium.
Han er portrætteret af Elisabeth Jerichau Baumann.